# 31435 Benhauck
31435 Benhauck è un asteroide della fascia principale. Scoperto nel 1999, presenta un'orbita caratterizzata da un semiasse maggiore pari a 2,2339958 UA e da un'eccentricità di 0,1028917, inclinata di 4,75248° rispetto all'eclittica.